# 4868 Knushevia
4868 Knushevia eller 1989 UN2 är en asteroid i huvudbältet som upptäcktes 27 oktober 1989 av den amerikanske astronomen Eleanor F. Helin vid Palomar-observatoriet. Den är uppkallad efter Nationella Taras Sjevtjenko-universitetet i Kiev.
Asteroiden har en diameter på ungefär 1 kilometer och den tillhör asteroidgruppen Hungaria.